# أليكس يوربان
أليكس يوربان (بالإنجليزية: Alex Urban)‏ هو لاعب كرة قدم أمريكية أمريكي، ولد في 16 يوليو 1917 في Bessemer, Lawrence County, Pennsylvania ‏ في الولايات المتحدة، وتوفي في 7 سبتمبر 2007 في توليدو في الولايات المتحدة.

## وصلات خارجية
- أليكس يوربان على موقع مرجع كرة القدم المحترفة.كوم (الإنجليزية)